# 34611 Накодочес
34611 Накодочес (34611 Nacogdoches) — астероїд головного поясу, відкритий 25 жовтня 2000 року.
Тіссеранів параметр щодо Юпітера — 3,189.